# 従業員満足

OECD各国の仕事満足度

従業員満足（じゅうぎょういんまんぞく）とは、英語: Employee Satisfaction (ES) の訳語である。従業員満足度とも呼ばれる。従業員の会社に対する満足度を高めることが、企業の業績を向上させる事に繋がるという考えのことを言う。
元来顧客満足度を上げることが、企業業績の向上に繋がると考えられてきたが、それだけでは従業員のモチベーションが下がり業務効率が低下する例が見られた。これに対し社員満足の向上が顧客満足につながり、ひいては業績向上による株主利益に結びつくと考えが生まれ、近年注目を浴びるようになった。
2020年に『Journal of Advanced Nursing』誌に掲載された質の高い証拠の統計的文献分析によると、職務満足度の維持には外的要因よりも内的要因が重要であることがわかった。
2023年の『Business Perspectives and Research』に掲載された統計的文献分析では、満足度は職歴と性別に最も相関があることがわかった。